# Спрингкрикіт
Спрингкрикіт (англ. springcreekite) — мінерал класу фосфатів, арсенатів та ванадатів, група алуніту.

## Загальний опис
Хімічна формула: BaV3+3(PO4)2(OH, H2O)6. Містить (%): Ba — 23,53; V — 26,18; P — 10,61; H — 1.30. Ксеноморфні кристали розміром 1 мм. Сингонія тригональна. Твердість 4 — 5. Густина 3,48. Колір чорний. Риса коричнево-чорна. Блиск алмазний, напівметалічний. Непрозорий. Спайність досить недосконала. Злам нерівний. Крихкий. Осн. знахідка шахти Спрінг Крік (Spring Creek Mine), Вілмінгтон (Wilmington), Фліндерс Ренжерс (Flinders Ranges) (Південна Австралія). Назва за місцем першої знахідки — шахта Спрінг Крік Майн (Spring Creek Mine).